# F.E.A.R. 3
F.E.A.R. 3 (stavat som F.3.A.R) är en förstapersonsskjutare utvecklat av Day 1 Studios och gavs ut av Warner Bros. Interactive Entertainment under juni 2011 till Microsoft Windows, Playstation 3 och Xbox 360. Det är uppföljaren till F.E.A.R. 2: Project Origin och den tredje delen i F.E.A.R.-serien. 
Spelet annonserades den 8 april 2010, och det uppgavs att John Carpenter hjälpte till med att göra spelets filmsekvenser och att Steve Niles skrev spelets manus.